# Consolidated R2Y
Consolidated R2Y „Liberator Liner“ (Consolidated Model 39) bylo dopravní letadlo odvozené od bombardéru B-24 Liberator postavené pro námořnictvo Spojených států (US Navy) společností Consolidated Aircraft.

## Vývoj a služba
XR2Y-1 byl jediný prototyp transportního letounu s velkým rozpětím křídla, který sloužil u US Navy. Letoun používal křídlo a tříbodový příďový podvozek z letounu B-24 Liberator. Trup byl zcela nový a ocasní část byla převzata z letounu PB4Y Privateer. Vyrobený letoun se nakonec podobal zmenšenému letounu B-29 Superfortress s okénky pro pasažéry a s hornoplošným uspořádání křídla.
Letoun měl dopravovat cestující a náklad na vzdálené základny námořnictva Spojených států, ale po zběžném zhodnocení byl v polovině 40. let 20. století vrácen společnosti Convair, která vznikla spojením společností Consolidated Aircraft a Vultee Aircraft. Následně byl letoun pronajat společnosti American Airlines, u které sloužil jako nákladní letoun pod označením „City of Salinas“.

## Specifikace (R2Y-1)
Technické údaje pocházejí z publikace „Jane's Fighting Aircraft of World War II“.

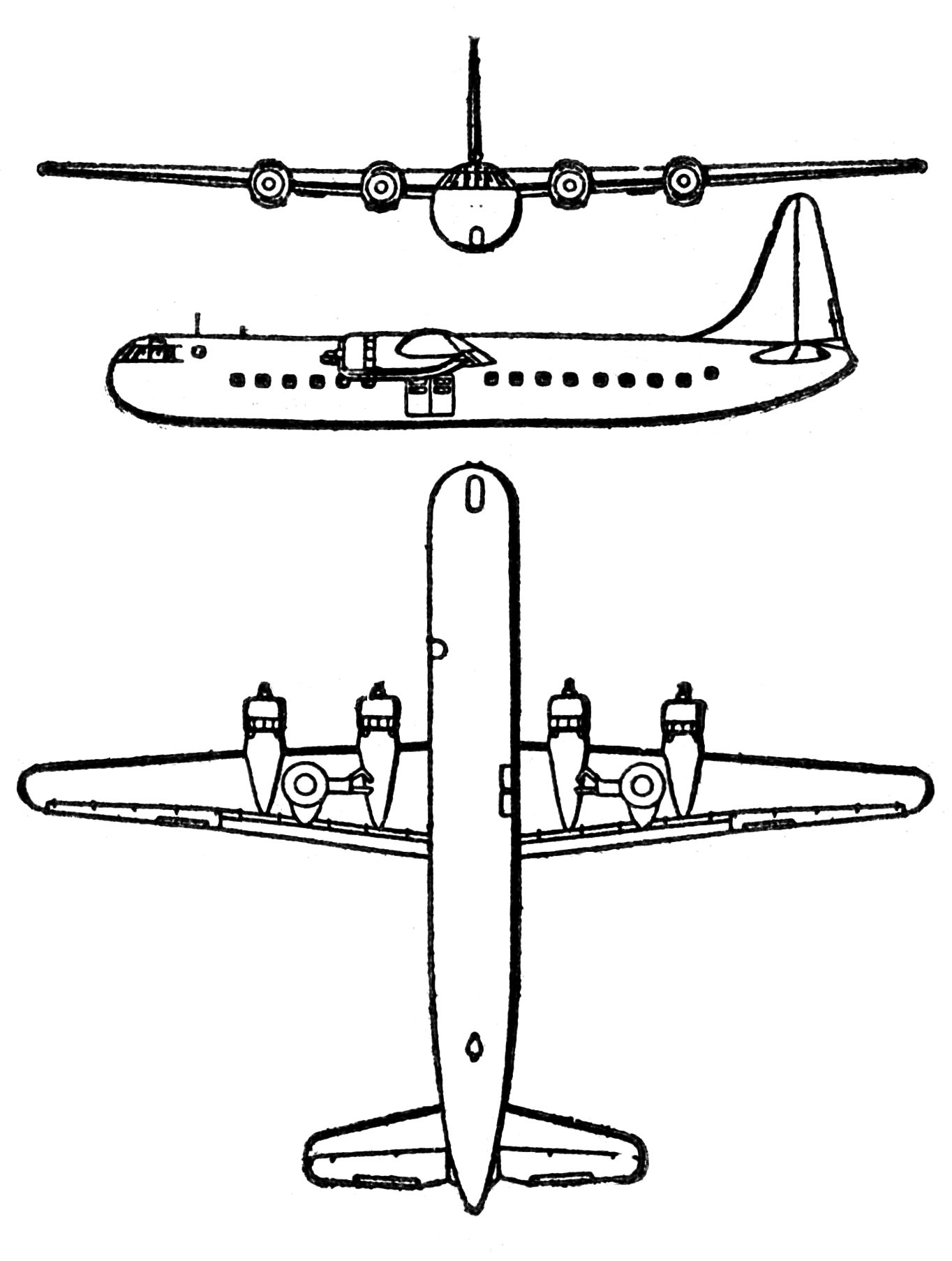
Consolidated XR2Y-1

### Technické údaje
- Posádka: ?
- Kapacita: 48 cestujících, jejich zavazadla a 550 kg pošty
- Užitečný náklad: 5 500 kg
- Rozpětí: 33,55 m
- Délka: 27,45 m
- Výška: ? m
- Nosná plocha: ? m²
- Plošné zatížení: ? kg/m²
- Prázdná hmotnost: ? kg
- Max. vzletová hmotnost : 29 000 kg
- Pohonná jednotka: 4× hvězdicový motor Pratt & Whitney R-1830-94
- Výkon pohonné jednotky: 1200 k (900 kW)

### Výkony
- Cestovní rychlost: 380 km/h (240 mph, 210 uzlů) ve výšce ? m
- Maximální rychlost: ? km/h ve výšce ? m
- Dolet: 6 400 km (3 500 námořních mil)
- Dostup: ? m
- Stoupavost: ? m/s (? m/min)

## Uživatelé
Spojené státy americké
- US Navy

#### Související vývoj
- B-24 Liberator
- PB4Y Privateer
- Consolidated C-87 Liberator Express

#### Podobná letadla
- Boeing 307
- Boeing 377